# Tinajas Altas Mountains
Tinajas Altas Mountains är en bergskedja i Mexiko, på gränsen till USA. Den ligger i den nordvästra delen av landet, 2 100 km nordväst om huvudstaden Mexico City.